# Bons à rien
Pour plus de détails, voir Fiche technique et Distribution.
Bons à rien est une comédie italienne réalisée et interprétée par Gianni Di Gregorio et sortie en 2014.
Le film a été présenté au Festival international du film de Rome 2014.

## Synopsis
Gianni est un homme malchanceux, victime des attaques de ses collègues de travail, persécuté par une ex-femme de mauvaise foi et par sa voisine. Au contraire, Marco est un individu bon et docile, amoureux de sa collègue Cinzia, une femme plus jeune que lui, qui le mène en bateau. Les deux personnages deviennent amis et apprennent à se faire respecter par tous.

## Fiche technique
- Titre : Buoni a nulla
- Réalisation : Gianni Di Gregorio
- Scénario : Gianni Di Gregorio, Pietro Albino Di Pasquale
- Musique : Enrico Melozzi
- Photographie : Gian Enrico Bianchi
- Montage : Marco Spoletini
- Producteur :Angelo Barbagallo
- Production : Bibi Film et Rai Cinema
- Distribution : BIM Distribuzione
- Pays :  Italie
- Durée : 87 minutes
- Genre : Comédie
- Dates de sortie :
  -  Italie : 23 octobre 2014
  -  France : prévu le 18 février 2015

## Distribution
- Gianni Di Gregorio : Gianni
- Marco Marzocca : Marco
- Valentina Lodovini : Cinzia
- Daniela Giordano : Marta
- Gianfelice Imparato : Christian
- Marco Messeri : Raffaele
- Camilla Filippi : Camilla
- Anna Bonaiuto :
- Valentina Gebbia : Ex-femme
- Eugenia Tempesta :